# 瓦尔 (卢森堡)
瓦尔（德语、法语：Wahl）是卢森堡西部的一个市镇和小村庄，属于雷当日县。 